# نتاليا غونكاروفا
نتاليا غونكاروفا هي مبارزة بالسيف كازاخستانية، ولدت في 28 يوليو 1974 في ألماتي في كازاخستان.

## وصلات خارجية
- نتاليا غونكاروفا على موقع أوليمبيديا (الإنجليزية)